# Dana Eskelson
Dana Eskelson (* 6. Februar 1965 in Dallas, Texas) ist eine US-amerikanische Schauspielerin.

## Leben und Leistungen
Eskelson debütierte in einer größeren Rolle an der Seite von Rutger Hauer und Natasha Richardson im Thriller Ohne jede Reue aus dem Jahr 1991. Im Actionthriller Scar – Ohne Gesetz (1998) trat sie in einer der größeren Rollen an der Seite von Stephen Baldwin, Chazz Palminteri und Tia Carrere auf. Im Thriller Cold Creek Manor – Das Haus am Fluss (2003) verkörperte sie den Sheriff des Ortes, in dem die Eheleute Cooper Tilson (Dennis Quaid) und Leah Tilson (Sharon Stone) von dem Psychopathen Dale Massie (Stephen Dorff) bedroht werden. Der Kritiker der Zeitschrift Variety schrieb, dass sie in ihre Rolle eine „ansprechende Abtönung“ eingebracht habe und bedauerte, dass die Rolle nicht größer geworden sei.
In der Komödie Das Traum-Date (2005) spielte Eskelson neben Michael Angarano, Cynthia Nixon, Sunny Mabrey und Gina Gershon. Im gleichen Jahr übernahm sie die Titelrolle im Theaterstück After Ashley. Im Rachethriller Die Fremde in dir (2007) mit Jodie Foster in der Hauptrolle verkörperte Eskelson eine Polizeizeichnerin.

## Filmografie (Auswahl)
- 1991: Ohne jede Reue (Past Midnight)
- 1992: Singles – Gemeinsam einsam (Singles)
- 1996: The Whites (Kurzfilm)
- 1996: To Sir, with Love II
- 1997–1998: New York Undercover (Fernsehserie)
- 1997–2000: Prince Street (Fernsehserie)
- 1998: Scar – Ohne Gesetz (Scar City)
- 1998: Exiled
- 2003: Cold Creek Manor – Das Haus am Fluss (Cold Creek Manor)
- 2004: Criminal Intent (	Das Trojanische Pferd, Fernsehserie, Folge 3x18)
- 2005: Die Dolmetscherin (The Interpreter)
- 2005: Das Traum-Date (One Last Thing...)
- 2006: Griffin & Phoenix
- 2007: Die Fremde in dir (The Brave One)
- 2008: Vielleicht, vielleicht auch nicht (Definitely, Maybe)
- 2010: Company Men
- 2013: Good Wife (The Good Wife, Fernsehserie, Folge 4x17)
- 2015: True Story – Spiel um Macht (True Story)